# Nicola Walker
Nicola Walker, née en 1970 à Londres, est une actrice britannique.
Elle a joué dans la série Scott and Bailey 2012

## Biographie
Nicola Walker est connue pour ses rôles dans divers programmes de la télévision britannique, notamment :
- Années 2000 : rôle de Ruth Evershed dans la série MI-5 (2002-2011) ;
- Années 2010 : rôle de l'Inspectrice Cassandra Stuart dans la série Unforgotten (2015).

Elle a également travaillé au théâtre et à la radio.

### Vie privée
Elle est mariée à l'acteur Barnaby Kay dont elle a un fils, Harry.

## Filmographie

### Cinéma
- 1994 : Quatre mariages et un enterrement : chanteuse folk qui massacre Can’t Smile Without You au premier mariage
- 2000 : Coup pour coup (Shiner) : Mme Garland
- 2004 : Thunderbirds : la mère de Panhead
- 2005 : Shooting Dogs : Rachel

### Télévision

#### Téléfilms
- 1994 : Faith : Sally Grace
- 1994 : Milner : Colette Brustein
- 1996 : Un cœur innocent :  Lucy Diver
- 1997 : Cows : Shirley Johnson
- 2009 : Le Tour d’écrou (The Turn of the Screw) : Carla

#### Séries télévisées
- 1997 : A Dance to the Music of Time  : Gypsy Jones (épisode pilote The Twenties)
- 1997 : Chalk (en) :  Suzy Travis
- 1997 : Pie in the Sky : Carol (épisode 5.07 In the Smoke)
- 1997 – 1999 : La Part du diable : Susan Taylor
- 1998 : Jonathan Creek : auxiliaire de police Fay Radnor (épisode 2.06 Fenêtre sur meurtre)
- 1999 : The Last Train : Harriet Ambrose
- 2000 : Inspecteurs associés : Abbie Hallingsworth (épisode 5.01 Lève-toi et marche)
- 2001 : People Like Us épisode 2.03 The Journalist : Helen Meredith
- 2002 – 2011 : MI-5 (Spooks) : Ruth Evershed (saisons 2 à 5 et 8 à 11)
- 2004 : Red Cap : Rebecca Garton (épisode 2.04 Fighting Fit)
- 2007 : Oliver Twist : Sally
- 2007 : Broken News : Katie Willard
- 2007 : Torn : Joanna Taylor
- 2010 : Londres, police judiciaire (Law & Order: UK) : Daniella Renzo (épisode 4.01 ID)
- 2010 : Luther : Linda Shand (épisode 1.04 La Main dans le sac)
- 2011 : Being Human : La Confrérie de l'étrange  : Wendy (épisode 3.05  L'Oncle Billy de Sarah Phelps)
- 2012 : Inside Men : Kirsty
- 2012 – : Last Tango in Halifax : Gillian
- 2013 : Prisoners' Wives : DCI Jo Fontaine
- 2013 : Heading Out : Justine
- 2013 : Scott and Bailey : Helen Bartlett
- 2014 : Babylon : Sharon Franklin
- 2015 : River : Jackie « Stevie » Stevenson
- 2015 - 2021 : Unforgotten : inspectrice chef Cassie Stuart
- 2018 : Collateral : Jane Oliver
- 2018 : Inside No. 9 : Harriet (épisode 4.04 To Have and to Hold)
- 2018 - 2022 : The Split : Hannah Stern
- 2021 : Annika : Annika Strandhed
- 2024 : Mary and George : Elizabeth Hatton

## Doublage de jeu vidéo
- 2011 : The Witcher 2: Assassins of Kings : Sile de Tansarville
- 2015 : The Witcher 3: Wild Hunt : Sile de Tansarville

## Distinctions

### Récompenses
- Laurence Olivier Awards 2013 : Meilleur second rôle féminin pour Le Bizarre Incident du chien pendant la nuit[2].

### Nominations
- British Academy Television Awards 2014 : meilleure actrice dans un second rôle pour Last Tango in Halifax
- Satellite Awards 2015 : meilleure actrice dans un second rôle pour Last Tango in Halifax